# Лінкольн-Парк (Джорджія)
Лінкольн-Парк (англ. Lincoln Park) — переписна місцевість (CDP) в США, в окрузі Апсон штату Джорджія. Населення — 817 осіб (2020).

## Географія
Лінкольн-Парк розташований за координатами 32°52′3″ пн. ш. 84°20′8″ зх. д. / 32.86750° пн. ш. 84.33556° зх. д. (32.867383, -84.335597).  За даними Бюро перепису населення США в 2010 році переписна місцевість мала площу 2,24 км², з яких 2,22 км² — суходіл та 0,02 км² — водойми.

## Демографія
Згідно з переписом 2010 року, у переписній місцевості мешкали 833 особи в 376 домогосподарствах у складі 223 родин. Густота населення становила 372 особи/км².  Було 454 помешкання (203/км²).
Расовий склад населення:
| - 91,1 % — чорних або афроамериканців - 7,4 % — білих - 0,5 % — азіатів - 0,2 % — корінних американців - 0,1 % — вихідців з тихоокеанських островів |

До двох чи більше рас належало 0,4 %. Частка іспаномовних становила 0,2 % від усіх жителів.
За віковим діапазоном населення розподілялося таким чином: 22,2 % — особи молодші 18 років, 63,3 % — особи у віці 18—64 років, 14,5 % — особи у віці 65 років та старші. Медіана віку мешканця становила 41,8 року. На 100 осіб жіночої статі у переписній місцевості припадало 94,6 чоловіків;  на 100 жінок у віці від 18 років та старших — 90,0 чоловіків також старших 18 років.
Середній дохід на одне домашнє господарство  становив 28 415 доларів США (медіана — 28 538), а середній дохід на одну сім'ю — 37 078 доларів (медіана — 43 571). За межею бідності перебувало 35,4 % осіб, у тому числі 100,0 % дітей у віці до 18 років та 0,0 % осіб у віці 65 років та старших.
Цивільне працевлаштоване населення становило 196 осіб. Основні галузі зайнятості: роздрібна торгівля — 30,1 %, освіта, охорона здоров'я та соціальна допомога — 18,4 %, публічна адміністрація — 17,3 %.